# Biliverdin reduktaza

Biliverdin reduktaza je enzim koji u makrofazima pretvara produkt razgradnje molekule hema, kemijski spoj biliverdin u bilirubin, tako što dvostruku vezu između drugog i trećeg pirolnog prstena pretvara u jednostruku vezu.